# باغ شالیمار، سرینگر
باغ شالیمار یکی از باغ‌های گورکانی در سرینگر در جامو و کشمیر تحت مدیریت هند است که در شمال شرقی دریاچه دال واقع شده است. این باغ همچنین به نام‌های باغ‌های شالیمار، فرح‌بخش و فیض‌بخش نیز شناخته می‌شود. باغ ساحلی دیگری که در نزدیکی قرار دارد نشاط باغ (هند)، معروف به «باغ شادی» است. این باغ توسط امپراتوری گورکانی و به دستور جهانگیرشاه در سال ۱۶۱۹ ساخته شد و اوج باغبانی علمی گورکانی محسوب می‌شود. اکنون این باغ به عنوان یک پارک عمومی و «تاج سرینگر» نیز شناخته می‌شود.
این باغ اولین باغ امپراتوری گورکانی با نام باغ‌های شالیمار است که پس از آن باغ شالیمار لاهور در سال ۱۶۴۱ به دستور شاه جهان و باغ شالیمار در دهلی در سال ۱۶۵۳ توسط عزالنسا، همسر شاه جهان، ساخته شدند.

## ریشه‌شناسی
چندین باغ دیگر از باغ‌های گورکانی در هند و پاکستان نیز نام «شالیمار» را دارند. اگرچه منشأ دقیق این نام ناشناخته است، اما محتمل‌ترین ریشه‌شناسی، عبارت فاسی-عربی شاه العمارت (استاد بناها) است.

## تاریخچه

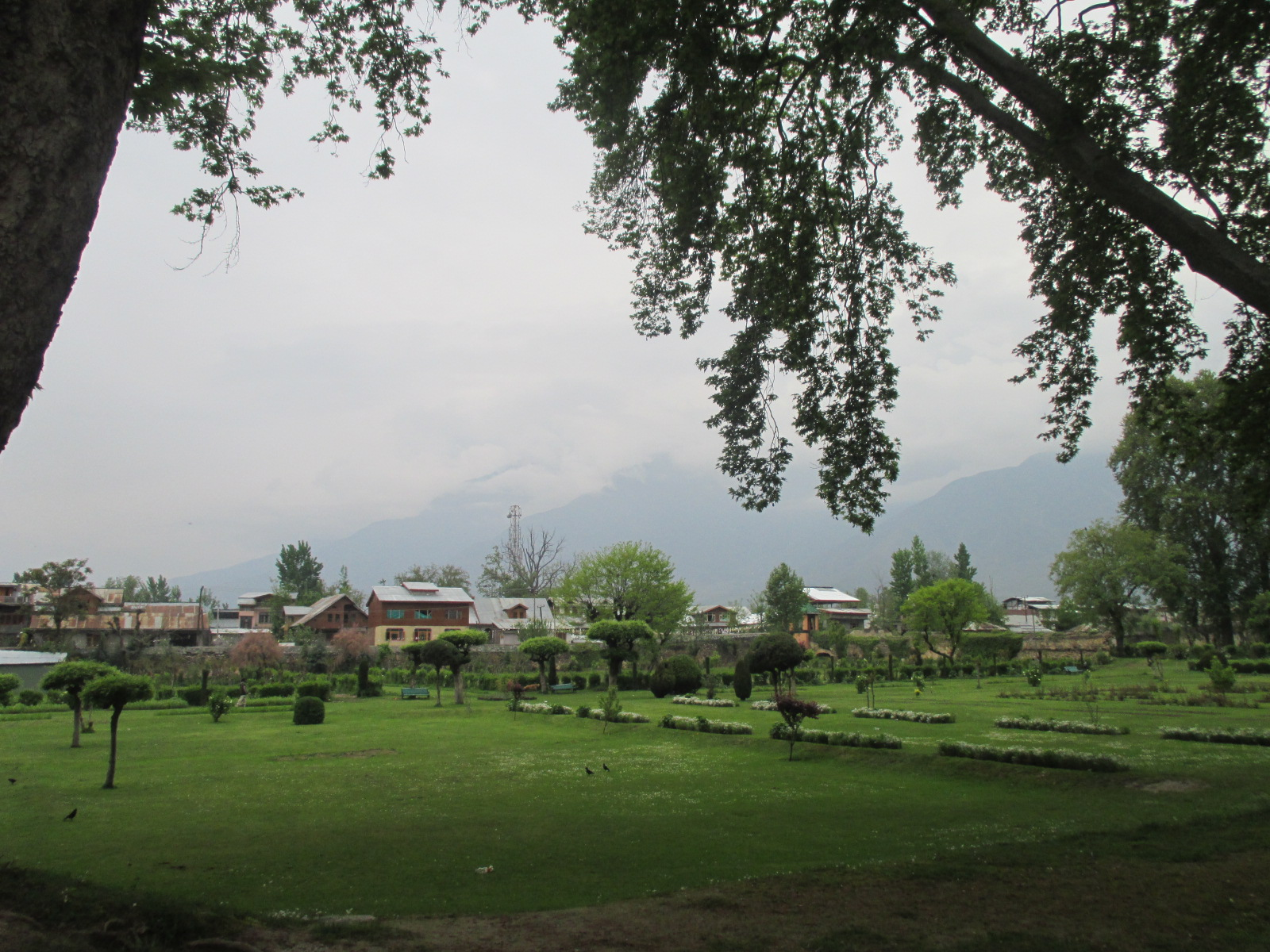
نمایی از باغ شالیمار

باغ شالیمار توسط جهانگیر، امپراتور گورکانی، در سال ۱۶۱۹ ساخته شد. او باغ قدیمی را به باغی سلطنتی تبدیل کرد و نام آن را "فرح‌بخش" ("دلپذیر") گذاشت. در سال ۱۶۳۰، به دستور امپراتور شاه جهان، زفرخان، والی کشمیر، آن را گسترش داد و نام "فیض‌بخش" ("بخشنده") را به آن داد. در دوران حکومت والیان سیک، این باغ محل تفریح آنان بود.
در دوران حکومت رانجیت سینگ، عمارت مرمری به عنوان مهمانخانه برای بازدیدکنندگان اروپایی استفاده می‌شد. نصب تأسیسات برقی نیز در دوران مهاراجه هاری سینگ انجام شد؛ بنابراین، این باغ در طول سال‌ها توسط حاکمان مختلف گسترش یافته و به نام‌های مختلفی خوانده شد، اما نام «باغ شالیمار» همچنان مشهورترین نام آن است.

## چیدمان

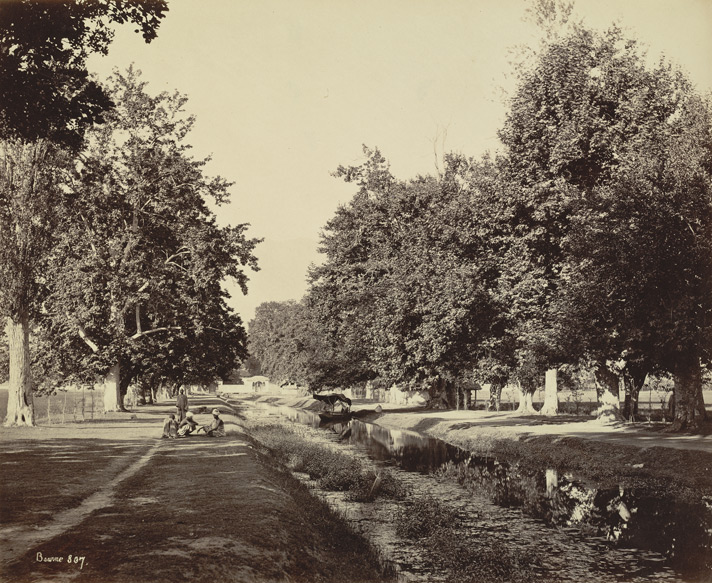
ورودی کانال به باغ شالیمار از دریاچه دال، نمای سال ۱۸۶۴

چیدمان باغ برگرفته از الگوی باغ ایرانی است.
این باغ در ابتدا قرار بود در زمینی مسطح و به شکل مربع با چهار بازو که از منبع آب مرکزی به اطراف گسترده شده‌اند، ساخته شود. اما به دلیل زمین‌های تپه ماهور منطقه و وجود چاهی که آب آن از ارتفاع بالاتر به باغ هدایت می‌شد، نیاز به تغییراتی در طراحی اولیه بود.
در طرح اصلاح‌شده، کانال اصلی آب از بالاترین نقطه باغ به پایین‌ترین نقطه آن کشیده شد و به محور اصلی باغ تبدیل شد. این کانال مرکزی که «شاه‌نهر» نام دارد، از میان سه تراس عبور می‌کند. در این طرح، بازوهای شعاعی حذف شدند و شکل باغ به جای مربع (طرح چهارباغ)، به مستطیل تغییر یافت.
این باغ مساحتی بالغ بر ۱۲٫۴ هکتار (۳۱ جریب) را پوشش می‌دهد. طول باغ در امتداد کانال اصلی ۵۸۷ متر (۱۹۲۶ فوت) و عرض کل آن ۲۵۱ متر (۸۲۳ فوت) است. باغ دارای سه تراس است که با فواره‌ها و درختان چنار تزیین شده‌اند. شاه نهر، کانال اصلی تغذیه‌کننده آب برای هر سه تراس است و هر تراس نقش خاصی دارد.
این باغ از طریق کانالی به طول ۱٫۶ کیلومتر (۰٫۹۹ مایل) و عرض ۱۱ متر (۳۶ فوت) که از میان باتلاق عبور می‌کرد، به آب‌های آزاد دریاچه دال متصل می‌شد. در حاشیه دریاچه، بیشه‌های بید و شالیزارهای برنج وجود داشت. مسیرهای سبز وسیعی با ردیف‌هایی از درختان چنار خاوری، دریاچه را احاطه کرده بودند. در باغ، مسیرهای پیاده‌روی مشبک با درختان صنوبر که با فاصله ۰٫۶۱ متر (۲ فوت) از یکدیگر کاشته شده بودند، ایجاد شده بود.

## معماری

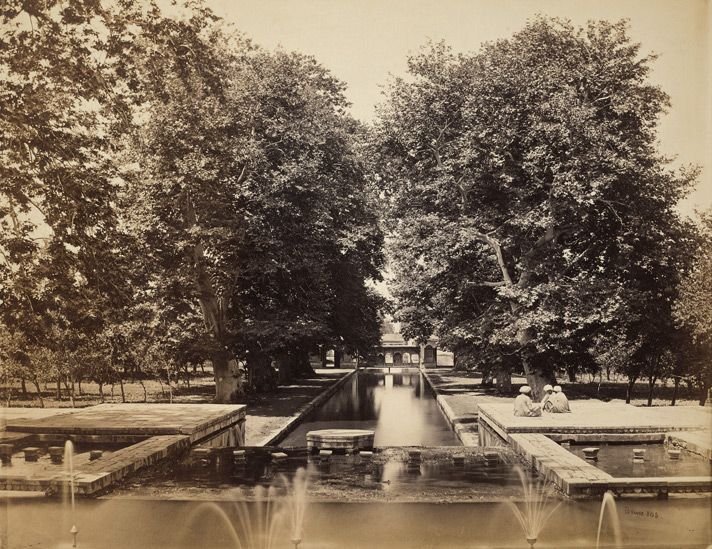
نمایی از باغ شالیمار

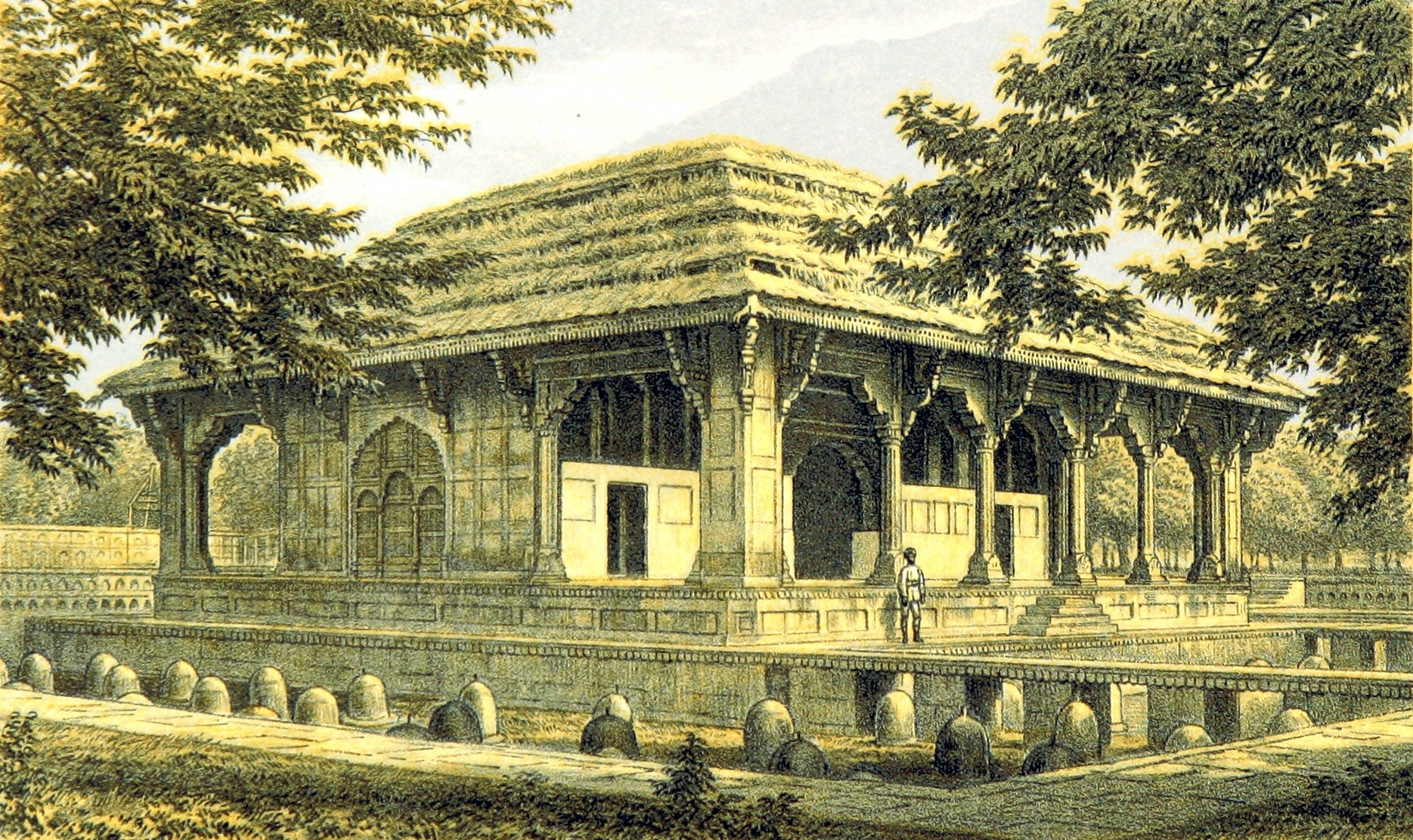
عمارت مرمری

جزئیات معماری سه ایوان (تراس) باغ بسیار پیچیده است.
تراس اول یک باغ عمومی یا باغ بیرونی است که در دیوان عام (تالار ملاقات عمومی) به پایان می‌رسد. در این تالار، یک تخت سیاه مرمری کوچک بالای آبشار نصب شده بود.
تراس دوم، که در امتداد کانال محوری قرار دارد و کمی عریض‌تر است، دارای دو تراس کم‌عمق است. دیوان خاص (تالار ملاقات خصوصی) که تنها برای اشراف و مهمانان دربار قابل دسترسی بود و اکنون ویرانه است، در مرکز آن قرار دارد. با این حال، پایه‌های سنگی تراش‌خورده و یک سکوی زیبا که با فواره‌ها احاطه شده، هنوز دیده می‌شوند. حمام‌های سلطنتی در مرز شمال غربی این محوطه قرار دارند. استخرهای فواره‌ای دیوان خاص، دیوان عام و به‌تبع آن تراس زنان، به ترتیب آب را تأمین می‌کنند. این باغ دارای ۴۱۰ فواره است.

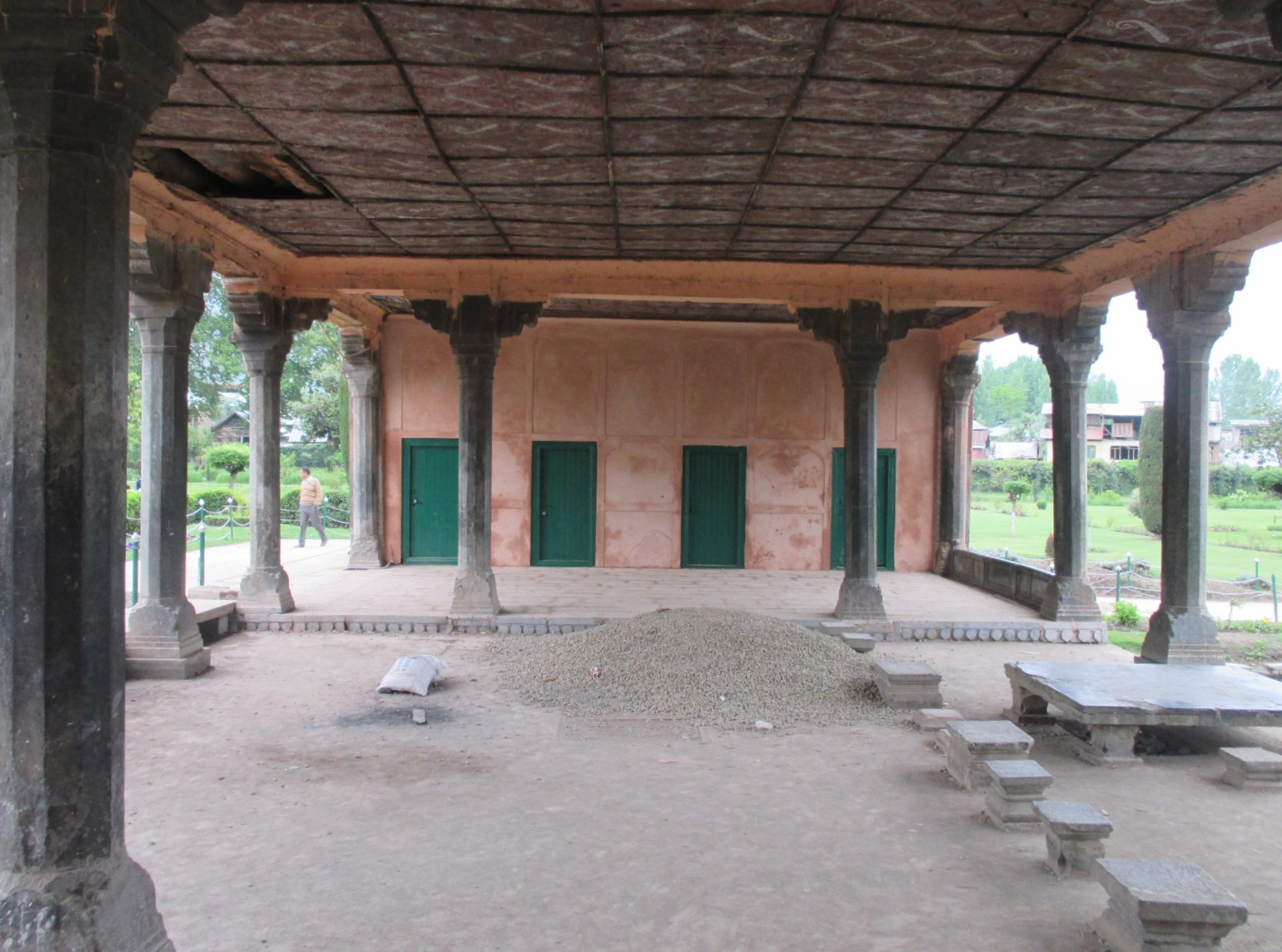
معماری دوره گورکانی داخل باغ شالیمار، سرینگر

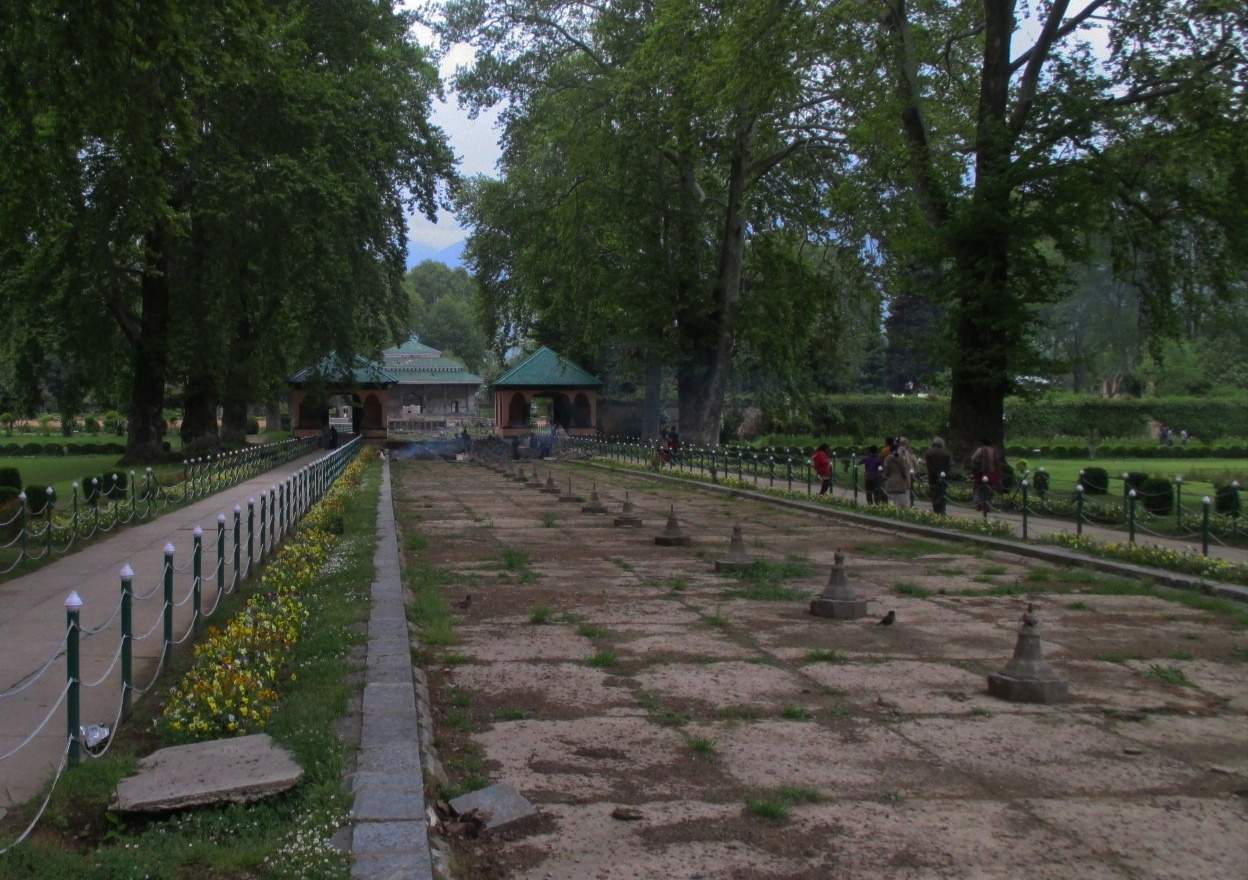
باغ شالیمار در سرینگر، آوریل ۲۰۱۳

در تراس سوم، کانال آبی محوری از باغ زنان عبور می‌کند که توسط دیوان خاص و درختان چنار احاطه شده است. در ورودی این تراس، دو غرفه کوچک یا اتاقک‌های نگهبانی به سبک کشمیر بر روی سکویی سنگی ساخته شده‌اند که ورودی کنترل‌شده به حرم سلطنتی است. شاه‌جهان یک باره‌دری از سنگ مرمر سیاه به نام پاویون سیاه در باغ زنان بنا کرد. این عمارت با استخر فواره‌ای احاطه شده که آب آن از تراس بالاتر تأمین می‌شود. یک آبشار دوگانه در برابر دیواری کوتاه که با طاقچه‌های کوچک (چینی‌خانه‌ها) تزیین شده، در پشت عمارت قرار دارد. دو کانال آبی ثانویه از پاویون سیاه به یک باره‌دری کوچک منتهی می‌شوند. بالای سطح سوم، دو پاویون هشت‌ضلعی انتهای دیوار باغ را مشخص می‌کنند. باره‌دری دارای چشم‌اندازی زیبا از کوه‌های برفی است که به عنوان منظری مناسب برای باغ محسوب می‌شود.
باغ شالیمار به دلیل چینی‌خانه‌ها یا طاقچه‌های قوسی پشت آبشارهای باغ مشهور است. این طاقچه‌ها ویژگی خاص باغ هستند. این طاقچه‌ها در شب با چراغ‌های نفتی روشن می‌شدند که به آبشارها جلوه‌ای افسانه‌ای می‌بخشید. اکنون در این طاقچه‌ها گلدان‌هایی قرار داده شده که رنگ‌هایشان در پس‌زمینه آب جاری نمایان است.
ویژگی خاص دیگری که ذکر شده، در مورد درهای باره‌دری است. در مجموعه باغ، باره‌دری دارای چهار درب نفیس سنگی است که بر روی ستون‌ها قرار گرفته‌اند. گمان می‌رود که این درهای سنگی بقایای معابد قدیمی تخریب‌شده توسط شاه‌جهان باشند. باغ همچنین حوضچه‌های بزرگی داشت که انواع فواره‌ها در آنها نصب شده بود.
این باغ به طرز زیبایی توسط یک تاریخ‌نگار توصیف شده است:
| « | هوای لطیفی از آسایش و آرامش، جادویی رومانتیک و نامشخص در باغ سلطنتی شالیمار جریان دارد: این باغ پرشاخ و برگ با دیدهایی کم‌رنگ، تراس‌هایی کم‌عمق، صفحات صاف آب در حال ریزش، و کانال‌های پهن با بازتاب‌های آرام که تنها با سنگ‌های عبور در سراسر جوی‌ها قطع می‌شوند. | » |

حتی در سال‌های بعد، در دوران حکومت مهاراجه، این باغ‌ها به خوبی نگهداری شدند و همچنان نیز به همین صورت هستند، چرا که یکی از جاذبه‌های برجسته گردشگری در اطراف دریاچه دال به‌شمار می‌روند.
باغ به دلیل تغییر رنگ برگ‌های مشهور چنار، در فصل‌های پاییز و بهار بسیار زیبا محسوب می‌شود.
این باغ الهام‌بخش دیگر باغ‌های همنام خود شد، به‌ویژه باغ شالیمار در دهلی (ساخته‌شده در سال ۱۶۵۳ که اکنون نیز شامل یک منطقه مسکونی سطح بالا می‌شود) و باغ شالیمار در لاهور، پاکستان که توسط امپراتور شاه‌جهان در سال ۱۶۴۱ ساخته شد.
پاویون سیاه، ساخته‌شده در اوایل سلطنت جهانگیر (۱۵۶۹–۱۶۲۷)، در تراس بالایی باغ شالیمار، دارای کتیبه معروفی به زبان فارسی است که می‌گوید:

اگر فردوس بر روی زمین است

همین است و همین است و همین است

این بیت به اشتباه به شاعر زبان فارسی امیرخسرو دهلوی نسبت داده شده است، اما توسط شاعر فارسی عرفی شیرازی در طی سفرش به کشمیر نوشته شده است. این نوشته در بسیاری از بناهای شبه‌قاره هند حک شده است.
همچنین گفته می‌شود که هنگامی که جهانگیر بر بستر مرگ از آرزوی دیرینه‌اش پرسیده شد، او چنین پاسخ داد:
| « | کشمیر، باقی ارزش ندارد. | » |

## در فرهنگ عامه
شعر "ترانه کشمیری" اثر لورنس هوپ (نام مستعار وایولت نیکولسون) با بیتی که به باغ شالیمار اشاره دارد آغاز می‌شود:
دست‌های کم‌رنگی که کنار شالیمار دوست می‌داشتم— Four Indian Lyrics، "Kashmiri Song", p.13
این آهنگ توسط خود لورنس هوپ آهنگسازی شد و در اروپا بسیار محبوب بود. رمان سلمان رشدی به نام شالیمار دلقک (۲۰۰۵) نیز به نام این باغ و نام شخصیت اصلی داستان اشاره دارد که از دلقکی خوش‌رفتار در روستای کشمیری به یک تروریست مسلمان تبدیل می‌شود. این داستان به سرنوشت کشمیر در جهانی پر از تروریسم و مسیری که از کالیفرنیا به کشمیر می‌گذرد، می‌پردازد. گلوب اند میل این کتاب را به عنوان «پرتره‌ای ویرانگر از نابودی کشمیر» ستایش کرده است.